# バスケットボール女子チリ代表
バスケットボール女子チリ代表（Chile women's national basketball team）は、チリバスケットボール連盟により国際大会に派遣される女子バスケットボールのナショナルチームである。
自国開催の第1回世界選手権で準優勝に輝き、3大会出場したが、1964年以降は低迷が続く。

## 主な国際大会成績
- オリンピック
  - 出場なし
- W杯の成績
  - 1953年 － 準優勝
  - 1957年 － 7位
  - 1964年 － 11位
- アメリカ選手権の成績